# Лібердаді (округ Сан-Паулу)
Лібердаді або Лібердад (порт. Liberdade) — округ субпрефектури Се міста Сан-Паулу, Бразилія, його назва означає «свобода» португальською мовою. Район містить найбільше населення етнічних японців (іммігрантів та їх нащадків) за межами Японії. Тут також мешкають й інші етнічні групи, хоча й в меншій кількості, здебільшого азійського походження, зокрема китайці (як континентальні, так і тайванці) і корейці. Район обслуговується метро Сан-Паулу.